# 豊岡市立福住小学校
豊岡市立福住小学校（とよおかしりつふくすみしょうがっこう）は、兵庫県豊岡市出石町福住にある公立小学校。
豊岡市立小中学校適正規模・適正配置計画により2024年度（令和6年度）に豊岡市立寺坂小学校を統合した。

## 沿革
- 1874年（明治7年）福住村荒木均氏宅を借り、弘原小学校を開設
- 1876年（明治9年）校舎を新築し、福住小学校と改称する
- 1941年（明治32年）奥山分校を開校する
- 1963年（昭和38年）福住国民学校に改称する
- 1970年（昭和45年）奥山分校を廃止
- 1987年（昭和62年）校舎、体育館新築落成
- 1998年（平成10年）菅谷小学校を統合
- 2005年（平成17年）市町合併により、豊岡市立福住小学校に改称
- 2024年（令和6年）豊岡市立寺坂小学校を併合[2]

## 通学区域
- 福住、鍛冶屋、中村、坪口、榎見
- 和屋、奥山、荒木、平田、暮坂、上村
- 細見、福見、百合（一部）、弘原（一部）

## 卒業後の進路
- 豊岡市立出石中学校
- 近畿大学附属豊岡中学校・高等学校 など

## 校区内の主な施設
- 静思堂

## 著名な出身者
- 井上香織（バレーボール選手）
- 斎藤隆夫（政治家）

## 福住小学校の児童数の変遷
| 2010年度（平成22年度） | 147人 |
| 2013年度（平成25年度） | 143人 |
| 2016年度（平成28年度） | 131人 |
| 2019年度（平成31年度） | 109人 |
| 2022年度（令和4年度）  | 85人  |

## 通学区域が隣接している学校
- 豊岡市立合橋小学校
- 豊岡市立弘道小学校
- 豊岡市立小坂小学校
- 豊岡市立中筋小学校
- 豊岡市立府中小学校
- 豊岡市立日高小学校
- 養父市立伊佐小学校
- 養父市立養父小学校
- 朝来市立糸井小学校

## 関連文献
- 日高小学校・静修小学校 統合準備委員会だより（創刊号）2022.6.25 発行 豊岡市